# Alajoki (vattendrag i Kajanaland)
Alajoki är ett vattendrag i Finland.   Det ligger i landskapet Kajanaland, i den nordöstra delen av landet, 600 km norr om huvudstaden Helsingfors. Alajoki ligger vid sjön Saarijärvi.